# Spilornis
A Spilornis a madarak osztályának vágómadár-alakúak (Accipitriformes) rendjébe a vágómadárfélék (Accipitridae) családjába és a kígyászölyvformák (Circaetinae) alcsaládjába tartozó nem.

## Rendszerezésük
A nemet George Robert Gray angol zoológus írta le 1840-ben, az alábbi fajok tartoznak ide:
- andamáni kígyászsas (Spilornis elgini)
- Fülöp-szigeteki kígyászsas (Spilornis holospilus)
- kontyos kígyászsas (Spilornis cheela)
- nikobári kígyászsas (Spilornis klossi)
- borneói kígyászsas (Spilornis kinabaluensis)
- celebeszi kígyászsas (Spilornis rufipectus)
- Spilornis minimus[2] vagy Spilornis cheela minimus

## Előfordulásuk
Dél-Ázsia és Délkelet-Ázsia területén honosak. Természetes élőhelyeik a szubtrópusi és trópusi esőerdők és mangroveerdők, valamint szántóföldek és másodlagos erdők. Állandó, nem vonuló fajok.

## Megjelenésük
Testhosszuk 42-75 centiméter körüli.